# Ібрагім Біоградлич
Ібрагім Біоградлич (босн. Ibrahim Biogradlić, 8 березня 1931, Сараєво — 20 лютого 2015, Сараєво) — югославський футболіст, що грав на позиції захисника.
Виступав протягом усієї кар'єри за «Сараєво», а у складі збірної Югославії став срібним призером Олімпійських ігор 1956 року.

## Клубна кар'єра
Він виріс у Сараєві, і з раннього дитинства був пов'язаний з футболом. У листопаді 1950 року дебютував за клуб «Сараєво» в рамках Кубка Маршала Тіто. Протягом наступного сезону він провів чотири матчі в першій лізі, а з сезону 1952 року став гравцем основної команди й найчастіше грав лівого захисника. У сезоні 1952/53 Ібрагім за «Сараєво» провів 27 ігор, у тому числі кубкових, і забив 5 голів. Через травму він пропустив більшу частину сезону 1953/54, але в кінці сезону повернувся і надалі знову був основним гравцем. 
Восени 1957 року пішов на військову службу, пропустивши весь сезон 1957/58. Після повернення з армії далі грав за «Сараєво», де залишався до 1967 року, коли завершив кар'єру футболіста. Ще до завершення кар'єри йому запропонували роль технічного директора команди, тому в останньому для себе ігровому сезоні 1966/67 він виконував дві функції паралельно. Він допомагав Мирославу Брозовичу керувати командою, а також провів 15 матчів у Першій лізі і таким чином зробив свій внесок на виграші першого чемпіонського титулу клубом.
Загалом він провів 379 офіційних матчів і забив 41 гол (317 з них у чемпіонаті) і є рекордсменом за найбільшою кількістю зіграних матчів за «Сараєво».

## Виступи за збірну
На літніх Олімпійських іграх у Мельбурні 1956 року увійшов до складу національної збірної Югославії, яка виграла срібні медалі, проте на турнірі провів лише один матч — півфінал, у якому югослави переграли Індію з рахунком 4:1.

## Подальше життя і смерть
У 1996 році нетривалий час тренував іранський клуб «Барг» (Шираз).
Помер 20 лютого 2015 року на 84-му році життя у місті Сараєво після тривалої хвороби.

## Титули і досягнення
- Чемпіон Югославії (1):

«Сараєво»: 1966/67